# Экономика Казани
Казань — один из крупнейших промышленных, финансовых и торговых центров России, один из лидеров по инвестициям и строительству в Поволжье. По обеспеченности современными торговыми центрами Казань занимает лидирующие позиции в России. По совокупному капиталу собственных банков Казань занимает 3-е место в России, уступая лишь Москве и Санкт-Петербургу. В городе расположен крупнейший в России Технопарк в сфере высоких технологий "ИТ-парк", а также один из самых больших в Европе технопарков — «Идея». В Казани действует единственная за пределами Москвы электронная торговая площадка по размещению заказов для федеральных нужд.
В рейтинге самых благоприятных для работы городов от «Mercer Human Resource Consulting» Казань заняла 174 место — самое высокое среди российских городов. Казань имеет долгосрочный международный рейтинг (РДЭ) «В+» агентства Fitch Ratings. Согласно оценкам, сделанным в докладе Всемирного банка и Международной финансовой корпорации «Ведение бизнеса в России — 2009», Казань лидирует по уровню благоприятности условий для ведения бизнеса, опережая Тверь, Петрозаводск, Ростов-на-Дону, Томск, Иркутск, Пермь, Санкт-Петербург, Воронеж и Москву.
В рейтинге «Лучшие города для бизнеса» Forbes в 2010 году Казань заняла 15 место среди российских городов входящих в рейтинг (в 2008 году — 3 место, в 2009 году — 2 место).

## Общеэкономические показатели
| Наименование показателя         | Значение       |
| ------------------------------- | -------------- |
| Валовый продукт                 | 1,3 трлн. руб. |
| Оборот розничной торговли, руб. | 685 млрд.      |
| Инвестиции , руб.               | 335 млрд       |

### Валовый продукт
Данные о валовом продукте Казани ежегодно публикуются Исполнительным комитетом города. По данному показателю Казань является одним из крупнейших экономических центров России, валовый продукт города превышает ВРП 58 регионов РФ из 85.
| Год  | млрд руб |
| ---- | -------- |
| 2002 | 79       |
| 2003 | 100      |
| 2004 | 122      |
| 2005 | 135      |
| 2006 | 178      |
| 2007 | 229      |
| 2008 | 271      |
| 2009 | 277      |
| 2010 | 306      |
| 2011 | 380      |
| 2012 | 445      |
| 2013 | 486      |
| 2014 | 560      |
| 2015 | 604      |
| 2016 | 633      |
| 2017 | 689      |
| 2018 | 768      |
| 2019 | 773      |
| 2020 | 859      |
| 2023 | 1300     |

В его структуре крупнейшая часть принадлежит торговле (44 %), далее идут обрабатывающие производства (24 %), транспорт и связь (9 %), строительство (7 %), производство и распределение электроэнергии, газа и воды (7 %) и услуги с недвижимостью (6 %).

### Бюджет
За 2014 год всего по Казани собрано более 100 млрд. рублей налоговых доходов, из которых 72 процента приходится на три источника: НДС, налог на прибыль и НДФЛ. Муниципальный бюджет Казани в 2014 году составил 21,659 млрд. рублей. Из них 13,103 млрд. рублей составили собственные доходы и 8,556 млрд. рублей — трансферты из вышестоящих бюджетов.

### Занятость и зарплаты населения
На 1 марта 2015 года в Казани зарегистрировано 4050 безработных, что составило 0,67 % от общего числа трудоспособного населения.
| Отрасль                      | 1990 год | 2007 год | 2013 год |
| ---------------------------- | -------- | -------- | -------- |
| Промышленность               | 260,7    | 108      | 105      |
| Строительство                | 53,6     | 40,5     | 62,5     |
| Торговля                     | 44,3     | 52,5     | 130,3    |
| Транспорт и связь            | 45,8     | 36,9     | 41,0     |
| Образование                  | 45,9     | 53,3     | 54,1     |
| Медицина и социальная работа | 40,1     | 42       | 32,5     |

По итогам 2014 года средняя заработная плата в Казани — 32701 рубля, фонд оплаты труда — 211 млрд. рублей..

## Промышленность
Крупных и средних предприятий в Казани — 151, из них 98 — акционерные предприятия. Главными отраслями промышленности города являются машиностроение, химическая и нефтехимическая промышленность, лёгкая и пищевая промышленность.
Объём отгружённых товаров собственного производства, выполнено работ и услуг собственными силами по обрабатывающим производствам за 2010 год 145,37 млрд рублей. 

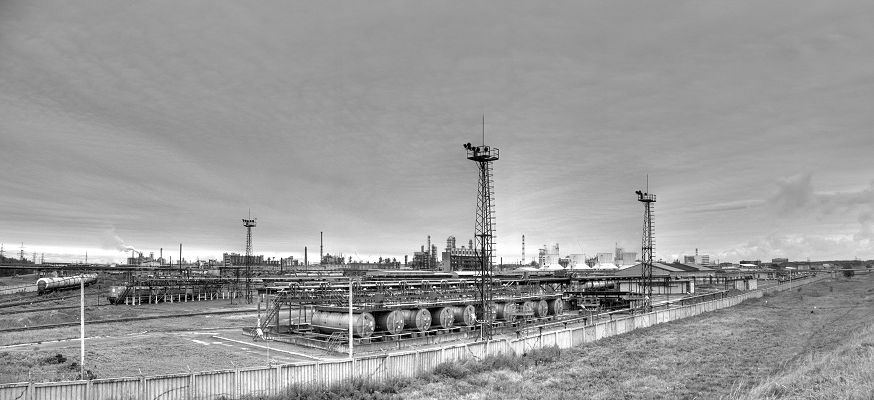
Территория завода «Оргсинтез»

Среди основных производственных предприятий города:
- химия-нефтехимия:
  - Казаньоргсинтез

ОАО «Казаньоргсинтез» производит более 38 % российского полиэтилена, а также является ведущим производителем газопроводных полиэтиленовых труб, фенола, ацетона, охлаждающих жидкостей, химических реагентов для добычи нефти и осушки природного газа. Завод принадлежит группе «ТАИФ».
- - Казанский государственный казённый пороховой завод

Завод, основанный в 1788 году, является старейшим пороховым заводом России. Выпускаются пироксилиновые пороха и заряды практически ко всем видам вооружения, лаковые коллоксилины, пластифицированная нитроцеллюлоза, порошковая нитроцеллюлоза, охотничьи и спортивные пороха, лакокрасочные материалы, пиротехника, ферросилидовое литье и нестандартное оборудование. На предприятии осуществляется полный цикл изготовления зарядов: от получения нитроцеллюлозы и производства порохов до сборки и испытаний метательных зарядов.
- - Казанский химический комбинат «Нэфис» (ранее имени Вахитова)

Выпускает моющие и чистящие средства под известными брендами «Sorti», «BiMax», «Biolan», «AOS», «Лесная полянка». Группе также принадлежит Казанский жировой комбинат, выпускающий ряд наименований пищевой продукции, в том числе и майонез «Mr.Ricco».
- - Казанский лакокрасочный завод «Хитон»
  - Казанский завод резинотехнических изделий (ОАО «КВАРТ»)
  - химград (ранее фабрика кинофотоплёнок) «Тасма»
  - Казанский завод синтетического каучука
  - Казанский завод искусственных кож

Старейшее предприятие отрасли, основанное в 1938 году.
- - Казанская фармацевтическая фабрика «Татхимфармпрепараты»
  - Казанская фармацевтическая фабрика «Таттехмедфарм»
- авиастроение:
  - Казанский авиационный завод

КАЗ (ранее КАПО) им. С. П. Горбунова — выпускает самолёты Ту-214 (средний магистральный пассажирский), Ту-334 (ближнемагистральный пассажирский), Ту-330 (средний транспортный) и Ту-324 (региональный), бомбардировщики Ту-22.
- - Казанский вертолётный завод

ОАО «Казанский вертолётный завод» — всемирно известный производитель вертолётов семейства «Ми». Завод производит авиатехнику с 1940-х годов и поставляет её за рубеж с 1956 года.
- - Казанское моторостроительное производственное объединение

ОАО «КМПО», основанное в 1931 году, является одним из крупнейших машиностроительных предприятий. Основные направления деятельности: газоперекачивающее оборудование (газотурбинные приводы авиационного типа, газоперекачивающие агрегаты), энергоустановки на базе газотурбинных двигателей авиационного типа для выработки электрической и тепловой энергии, ремонт авиационных газотурбинных двигателей.
- - Предприятие БПЛА «Сокол»
- приборостроение:
  - Казанский оптико-механический завод

КОМЗ — многопрофильное предприятие, специализирующееся на разработке и производстве астронавигационных систем и перископов, наблюдательных и фоторегистрирующих приборов, визиров, оптоэлектронных систем наблюдения и целеуказания, биноклей, зрительных труб и приборов ночного видения, спектрально-аналитических комплексов и рефрактометров, лазерных дальномеров и тепловизионных комплексов, полноформатных электрофотографических копировальных и микрофильмирующих аппаратов.
- - Казанькомпрессормаш
  - Казанский завод электрооборудования («Элекон»)
  - Казанский завод электроприборов («Радиоприбор»)
  - Казанский завод электроприборов («Электроприбор»)
  - Казанский электротехнический завод (ОАО «КЭТЗ»)
  - Казанский завод теплоприборов («Теплоконтроль»)
  - Казанский завод медицинской аппаратуры
  - Казанский завод «Вакууммаш»
  - Казанский медико-инструментальный завод («КМИЗ»)
- вычислительная техника:
  - Казанское производственное объединение вычислительных систем
  - ICL-КПО ВС
  - производственное объединение «Терминал»
- пищепром:
  - Татспиртпром
  - Казанский пивоваренный завод

Принадлежит группе EFES.
- - Юдинская птицефабрика
  - птицефабрика «Юбилейная»
  - птицефабрика «Залесная»
  - совхоз «Майский»
  - Казанский маслоэкстрационный завод («Жиркомбинат»)
  - Булочно-кондитерский комбинат (ОАО «БКК»)
  - Казанский мясокомбинат
  - Казанский молкомбинат «Просто Молоко» (ВАМИН)
  - несколько хлебозаводов
- легпром:
  - меховой комбинат «Мелита»
  - обувная фабрика «Спартак»
  - Казанская валяльно-войлочная фабрика «Татвойлок»
  - Юдинская швейная фабрика
  - Швейная фабрика «Адонис»
  - Казанская кожгалантерейная фабрика
  - Казанская фабрика музыкальных инструментов
- энергетика:
  - Казанская ТЭЦ-1
  - Казанская ТЭЦ-2
  - Казанская ТЭЦ-3
- строительство:
  - завод Казметростроя
  - несколько комбинатов ЖБК, ЖБИ и ЗСК

Некоторые предприятия (напр., Казанский льнокомбинат, Казанский уксусный завод, Казанская парфюмерная фабрика «Аромат», Казанская кондитерская фабрика «Заря») в постсоветское время закрыты.
В Казани существует несколько крупных промзон, возникших в основном в советский период, в том числе в Приволжском районе (Южный промышленный район), Авиастроительном районе, Советском районе (Восточный промышленный район) и др. Согласно генеральному плану города, за счёт предприятий, выводимых из центральных частей города, планируются организация новых промзон западнее Казаньоргсинтеза, южнее Давлекеево, восточнее Казанькомпрессормаша на неиспользовавшихся территориях на расширенных городских границах.

## Малый бизнес
В Казани зарегистрировано 54,8 тыс. субъектов малого и среднего бизнеса. На них приходится 27,5 % от валового территориального продукта Казани. На малых и средних предприятиях работает 1/3 всего занятого населения города.
С 2007 года Мэрия Казани реализует крупномасштабную программу развития малого предпринимательства. В рамках этой программы действует программа льготного кредитования малого бизнеса с субсидированием части процентной ставки. Оператором программы выступает Банк Казани.

## Торговля и логистика
В 2010 году оборот розничной торговли составил 259 млрд рублей.
Суммарная площадь городских бизнес-центров составляет 330 тысяч м², из них к классам «A» и «B» относятся 127 тыс. м².
После столичных Москвы и Петербурга в одним из первых городов в стране в Казань пришли мировые торговые сети IKEA, METRO и прочие.
В Казанской агломерации действуют современные логистические центры:
- Индустриально-логистический парк «Биек Тау»[34]
- Логистический комплекс «Q-Park Казань»[35]
- Логистический центр «Константиновский»[36]

Также начата реализация проекта Свияжского мультимодального центра, связывающего воедино перевозку грузов автомобильным, железнодорожным и водным транспортом.Банковская сфера
По совокупному банковскому капиталу город Казань занимает 3-е место в России, уступая лишь Москве и Санкт-Петербургу.
Банки Казани по размерам активов, млн. руб. на июль 2015 года:
| Название                 | Активы нетто |
| ------------------------ | ------------ |
| Ак Барс                  | 476 475 476  |
| Татфондбанк              | 184 153 277  |
| Аверс                    | 60 784 831   |
| Интехбанк                | 28 810 692   |
| Тимер Банк               | 24 161 854   |
| Спурт Банк               | 22 657 911   |
| Энергобанк               | 21 173 181   |
| Татсоцбанк               | 11 428 577   |
| Банк Казани              | 7 746 345    |
| Анкор Банк               | 6 405 650    |
| Заречье                  | 5 191 259    |
| Алтын Банк               | 2 259 193    |
| Татагропромбанк          | 2 184 127    |
| Булгар Банк              | 1 763 895    |
| ИК Банк                  | 1 620 701    |
| АвтоКредитБанк           | 534 304      |
| Сетевая Расчетная Палата | 341 313      |

## Туризм
Благодаря уникальному сочетанию исторической архитектуры и современного мегаполиса, Казань является одним из наиболее успешных городов России в плане привлечения туристов как по абсолютным значениям, так и по динамике.
Въездной туризм в Казани, в тыс.чел
| Год  | Туристов, тыс. чел |
| ---- | ------------------ |
| 2004 | 345                |
| 2005 | 550                |
| 2006 | 600                |
| 2007 | 800                |
| 2009 | 900                |
| 2010 | 1000               |
| 2012 | 1200               |
| 2013 | 1662               |
| 2014 | 2500               |
| 2019 | 3500               |

### Гостиницы
В Казани работают 104 гостиницы на 5 365 номеров, в том числе (4 звезды и выше):

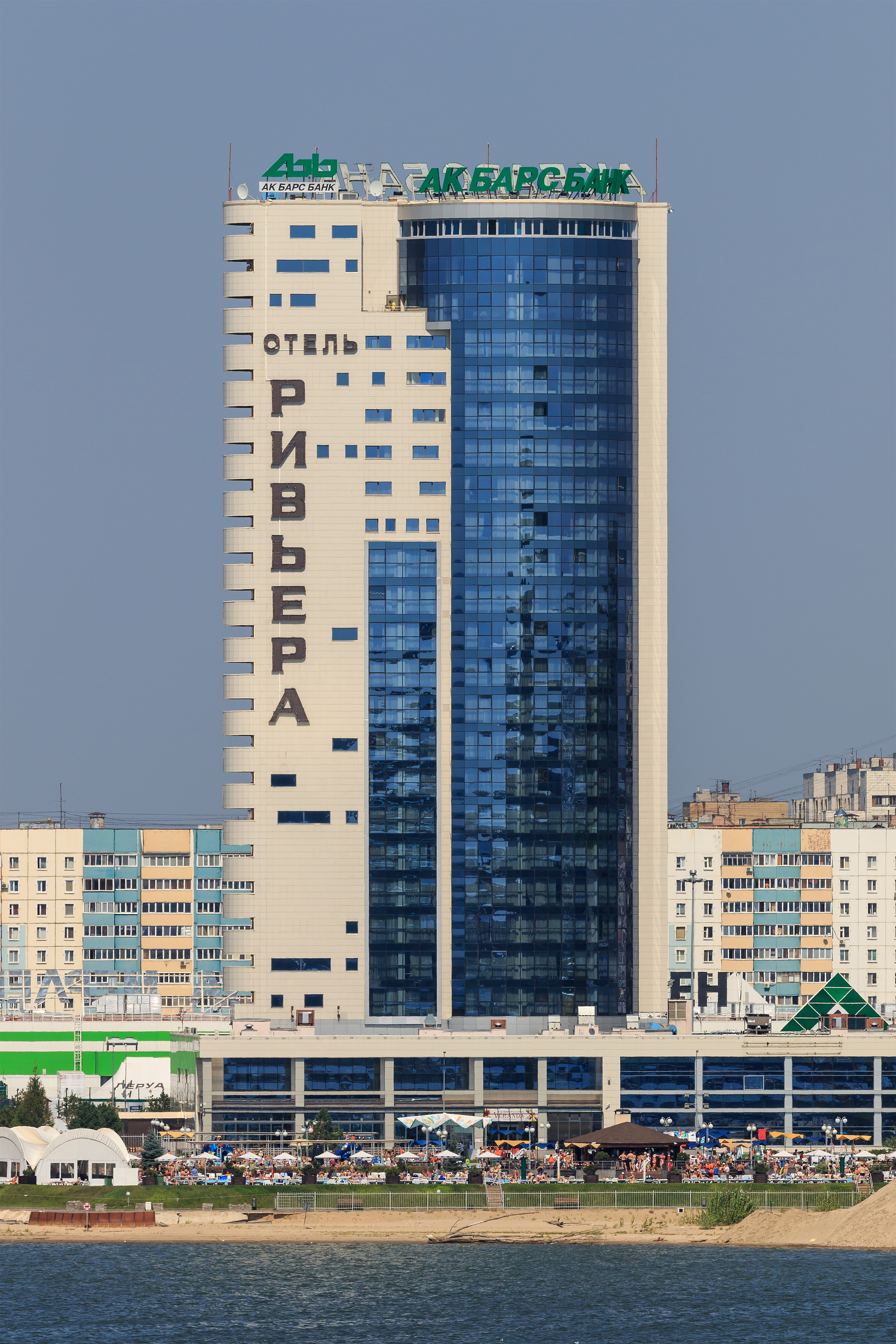
Гостиница «Ривьера»

| Категория                                                                | Название гостиницы      |
| ------------------------------------------------------------------------ | ----------------------- |
| 5 из 5 звёзд · 5 из 5 звёзд · 5 из 5 звёзд · 5 из 5 звёзд · 5 из 5 звёзд | Мираж                   |
| 5 из 5 звёзд · 5 из 5 звёзд · 5 из 5 звёзд · 5 из 5 звёзд · 5 из 5 звёзд | Корстон Роял            |
| 5 из 5 звёзд · 5 из 5 звёзд · 5 из 5 звёзд · 5 из 5 звёзд · 5 из 5 звёзд | Ривьера                 |
| 4 из 5 звёзд · 4 из 5 звёзд · 4 из 5 звёзд · 4 из 5 звёзд · 4 из 5 звёзд | Courtyard (от Marriott) |
| 4 из 5 звёзд · 4 из 5 звёзд · 4 из 5 звёзд · 4 из 5 звёзд · 4 из 5 звёзд | Ногай                   |
| 4 из 5 звёзд · 4 из 5 звёзд · 4 из 5 звёзд · 4 из 5 звёзд · 4 из 5 звёзд | Шаляпин Палас           |
| 4 из 5 звёзд · 4 из 5 звёзд · 4 из 5 звёзд · 4 из 5 звёзд · 4 из 5 звёзд | Ramada                  |
| 4 из 5 звёзд · 4 из 5 звёзд · 4 из 5 звёзд · 4 из 5 звёзд · 4 из 5 звёзд | Гранд Отель Казань      |
| 4 из 5 звёзд · 4 из 5 звёзд · 4 из 5 звёзд · 4 из 5 звёзд · 4 из 5 звёзд | Лучано SPA & Residence  |
| 4 из 5 звёзд · 4 из 5 звёзд · 4 из 5 звёзд · 4 из 5 звёзд · 4 из 5 звёзд | Бон Ами                 |
| 4 из 5 звёзд · 4 из 5 звёзд · 4 из 5 звёзд · 4 из 5 звёзд · 4 из 5 звёзд | Джузеппе                |
| 4 из 5 звёзд · 4 из 5 звёзд · 4 из 5 звёзд · 4 из 5 звёзд · 4 из 5 звёзд | Park Inn                |
| 4 из 5 звёзд · 4 из 5 звёзд · 4 из 5 звёзд · 4 из 5 звёзд · 4 из 5 звёзд | Сулейман Палас          |
| 4 из 5 звёзд · 4 из 5 звёзд · 4 из 5 звёзд · 4 из 5 звёзд · 4 из 5 звёзд | Биляр Палас Отель       |
| 4 из 5 звёзд · 4 из 5 звёзд · 4 из 5 звёзд · 4 из 5 звёзд · 4 из 5 звёзд | Hyall                   |
| 4 из 5 звёзд · 4 из 5 звёзд · 4 из 5 звёзд · 4 из 5 звёзд · 4 из 5 звёзд | Корона                  |
| 4 из 5 звёзд · 4 из 5 звёзд · 4 из 5 звёзд · 4 из 5 звёзд · 4 из 5 звёзд | Art-Hotel               |

### Бренд «Третья столица» и прочие характеристики города
С целью развития туризма и привлечения дополнительных инвестиций администрацией Казани на учреждённое ею ОАО «Миллениум Зилант Сити» в Роспатенте до 2017 года зарегистрированы товарные знаки «Третья столица России», «Третья столица», «Третий город России», «Третий город», а также «Russia’s third capital». Владельцем торговых знаков является ОАО «Миллениум Зилант-Сити».
Неофициально город нередко именуется также «столицей» российского федерализма, спортивной, джазовой, ипподромной «столицей» России, «столицей» всех татар мира.
Известности, в том числе туристской привлекательности, города также в большой степени способствовало получение городом права проведения Универсиады-2013, Чемпионата мира по футболу-2018, проведение спортивных чемпионатов и культурных фестивалей российского и международного значения, в том числе оперного Шаляпинского, балетного Нуриевского, музыкального «Сотворение мира», ролевых игр «Зиланткон», писательского «Аксёнов-фёст» и др., наличие международного аэропорта, крупнейшего ипподрома, сразу двух аквапарков и т. д.
Казань была признана лучшим городом России 2004 года, лучшим муниципальным образованием 2007 года, стала лауреатом всероссийских общественных премий «Российский Национальный Олимп» и «Транспортная колесница».

## Строительство

Гражданское строительство

На протяжении всего постсоветского времени Казань является лидером по жилому строительству в Поволжье и одним из лидеров в России как по государственным программам ликвидации ветхого жилья ранее и социальной ипотеке затем, так и коммерческого жилья. До 1990 года монополистом на строительном рынке была компания ТАТСТРОЙ. В 2010 году объём работ в городе, выполненный по виду деятельности «строительство», составил 70,1 млрд руб.
| Год  | Количество |
| ---- | ---------- |
| 2000 | 541,8      |
| 2003 | 611,3      |
| 2004 | 874,7      |
| 2005 | 632,0      |
| 2006 | 729,6      |
| 2007 | 742,3      |
| 2008 | 901,5      |
| 2009 | 723,4      |
| 2010 | 771,8      |
| 2011 | 942,7      |
| 2012 | 1000,0     |
| 2013 | 809,0      |
| 2014 | 801,0      |
| 2015 | 762        |

Активно уплотняются существующие и строятся новые кварталы массовой жилой застройки. Появились и создаются новые жилые микрорайоны экопарк Дубрава, Солнечный город, Казань - XXI век (бывший Взлётный), Большая Крыловка, Кулон-строй и др., а также микрорайоны малоэтажной индивидуальной коттеджной застройки Загородный клуб, Казанская усадьба, Лесной городок, Ореховка и др. Деревня Универсиады до и после Универсиады-2013 будет использоваться как студенческий кампус и федеральный центр подготовки сборных команд России.
Согласно генплану города, помимо реновации территорий промышленной, складской, частной и прочей малоценной застройки внутри города, у расширенных городских границ планируется сооружение больших кварталов массовой многоэтажной застройки Заноксинский-Новое Азино (восточнее кварталов Азино и посёлка Вознесенское), Медянский-Новые Горки (юго-восточнее кварталов Горки и посёлка Салмачи), Новый Залесный (по Горьковскому шоссе западнее посёлка Залесный до посёлка Ореховка), Новое Юдино-Куземетьево (на высвобождаемых и намывных территориях вдоль Волги южнее посёлков Лагерный, Аракчино, Красная Горка), Бобыльский (севернее микрорайона Жилплощадка и западнее посёлка Северный), Лучезарный (у Объездной дороги западнее посёлка Щербаково), Южный (по Оренбургскому тракту южнее РКБ). В историческом центре города у Суконной слободы планируется сооружение делового квартала Метрополис. Кроме того, на намывных территориях реки Казанка внутри города предусмотрено сооружение нового делового центра Миллениум-Зилант-Сити, для чего в предкризисные годы начался намыв песка, который приостановлен в связи с кризисом и концентрацией ресурсов на строительстве объектов Универсиады-2013.
В XXI веке в городе активизировалось высотное строительство. С 2008 года самым высоким в городе зданием стала 85-метровая 26-этажная гостиница «Ривьера», с 2013 года — первая в городе высотка выше 100 метров - здание в 122 метра: 34-этажный жилой комплекс «Лазурные небеса».
В кризисный 2009 год строительная отрасль Казани пережила ощутимый спад. По экспертным оценкам рынок сжался в пределах 30 %. Большая часть застройщиков сумела договориться с кредиторами и инвесторами, продолжив достраивать начатые объекты. В 2009 году строительные компании обеспечили себя работой в основном за счет госзаказов по соципотеке и строительству объектов Универсиады-2013, а 2010 возобновился рост и коммерческого жилья.